# Conversations with Friends
Conversations with Friends (Conversaciones entre amigos) es una serie de televisión desarrollada por Element Pictures para BBC Three y Hulu basada en la primera novela del mismo nombre escrita por Sally Rooney en 2017.

## Sinopsis
Frances y Bobbi son dos estudiantes universitarias que residen en Dublin. En el pasado habían sido pareja y ahora comparten lecturas de poesía en bares de la ciudad. Durante una de estas performances, conocen a Melissa, una exitosa escritora que queda cautivada por el talento de las jóvenes. Melissa, les presenta a su marido Nick que es un reconocido actor y les introduce también a su círculo de amistades. Mientras que Bobbi queda prendada por Melissa, Frances empieza a sentir una fuerte atracción por su marido Nick. A partir de ahí, las dos jóvenes entablan una inesperada y compleja relación con el matrimonio.

## Reparto

### Principales
- Alison Oliver como Frances
- Sasha Lane como Bobbi Connolly
- Joe Alwyn como Nick Conway
- Jemima Kirke como Melissa Conway

## Episodios
| Temporada | Temporada | Episodios | Episodios | Lanzamiento original | Lanzamiento original |
| --------- | --------- | --------- | --------- | -------------------- | -------------------- |
|           | 1         | 12        | 12        | 15 de mayo de 2021   | 15 de mayo de 2021   |

## Producción

### Desarrollo
En febrero de 2020, fue anunciado que la primera novela de Rooney, Conversaciones entre amigos, se convertiría en una miniserie de 12 episodios. La mayor parte del equipo creativo detrás de la adaptación de la segunda novela de Rooney, Normal People, incluidos Element Pictures, el director Lenny Abrahamson y la coguionista Alice Birch, regresarían para esta adaptación. Mark O'Halloran, Meadhbh McHugh, y Susan Soon He Stanton fueron añadidos como escritores, y Leanne Welham fue agregada como directora.

### Casting
El reparto fue anunciado en febrero de 2021, con Joe Alwyn, Jemima Kirke, Sasha Lane y Alison Oliver como el cuarteto principal de la novela.

### Filmación
La fotografía principal comenzó en abril de 2021 en Irlanda del Norte. Las ubicaciones incluyen el Norte, la República y el extranjero. El elenco y el equipo fueron vistos en el set de Bray, condado de Wicklow en julio.

## Lanzamiento
La serie se estrenó el 15 de mayo de 2022 en BBC Three y Hulu. Endeavor Content distribuirá la serie internacionalmente.